# Nguyễn Thị Thụy Vũ
Nguyễn Thị Thụy Vũ (sinh 1937 tại Vĩnh Long -) tên thật là Nguyễn Băng Lĩnh, là một nhà văn miền Nam Việt Nam, viết sách trước ngày "giải phóng" (từ bà dùng).
Nhà văn, nhà phê bình Võ Phiến viết trong Văn học miền Nam tổng quan nói về sách của Thụy Vũ là dạng sách mà "các thế hệ phụ nữ nước ta trước đó không mấy kẻ dám đọc, đừng nói đến chuyện viết".

## Tiểu sử
Thụy Vũ sinh ra trong một gia đình khá giả, văn chương. Cha bà là nhà văn Mặc Khải, cô là thi sĩ Phương Đài đều hoạt động kháng chiến.
Bà bắt đầu văn nghiệp năm 1963 đóng góp cho các báo Bách khoa và Tiểu thuyết Tuần san. Sau bà lại cộng tác với các tạp chí như Văn, Nghệ thuật, Sóng thần, Tiếng nói dân tộc, Công luận, Văn nghệ tiền phong, Tiểu thuyết Thứ Năm.
Trong 10 năm từ 1965 đến 1975, Thụy Vũ đã xuất bản 10 tác phẩm gồm ba tập truyện ngắn: Mèo đêm (1967), Lao vào lửa, Chiều mênh mông; và bảy tiểu thuyết, trong đó cuốn Khung rêu thắng Giải thưởng Văn học Toàn quốc năm 1970. Cho trận gió kinh thiên có tiếng là "dữ dằn" và "tàn nhẫn" với lời văn tả chân đến sỗ sàng. Bốn cuốn đã được tái bản cuối năm 2016, 6 cuốn còn lại trong tháng 3 năm 2017.
Bà còn đứng tên sáng lập nhà xuất bản Kim Anh (cùng Nguyễn Thị Nhiên); Hồng Đức, và Kẻ Sĩ (cùng Tô Thùy Yên).
Sau 1975, dù là con gái một cán bộ kháng chiến, Nguyễn Thị Thụy Vũ không thể tiếp tục cầm bút do tác phẩm bị quy là đồi trụy, bà phải bươn chải với những công việc cực nhọc để nuôi bốn đứa con, trong đó có một người sống đời thực vật. Bà từng buôn bán vặt, làm lơ xe đò, làm rẫy, chăn dê, trồng cà phê…, những công việc mà trước đó không ai hình dung nhà văn nữ này có thể kham được.
Hiện nay đời sống của bà tương đối ổn định khi bà về Bình Phước dựng nhà trên mảnh đất mà cha mẹ để lại. Đó là sau khi bà nhận được sự giúp đỡ từ những bạn văn cũ qua một bài viết mô tả cuộc sống lây lất khốn khó của mấy mẹ con, vào đầu thập niên 2000.
Bà đang sống với gia đình con trai, là một người tu tại gia chuyên việc hộ niệm, và cùng với họ là cô con gái út ngoài bốn mươi tuổi vẫn sống đời thực vật.

## Tác phẩm
- Mèo đêm, nguyên thủy gồm bốn truyện ngắn:

1. "Một buổi chiều",
2. "Đợi chuyến đi xa",
3. "Mèo đêm" và
4. "Nắng chiều vàng"; sau thêm
5. "Bóng mát trên đường" và
6. "Miền ngoại ô tỉnh lẻ".

- Lao vào lửa, gồm ba truyện:

1. "Chiếc giường",
2. "Lao vào lửa" và
3. "Đêm nổi lửa".

- Chiều mênh mông, gồm sáu truyện:

1. "Chiều mênh mông",
2. "Tiếng hát",
3. "Lìa sông",
4. "Cây độc không trái",
5. "Trôi sông",
6. "Đêm tối bao la" cũng có tên là "Bà điếc"

- Thú hoang
- Ngọn pháo bông
- Như thiên đường lạnh
- Nhang tàn khắp khuya
- Chiều xuống êm đềm
- Cho trận gió kinh thiên

Riêng truyện ngắn "Lòng trần" được chọn in trong tập Những truyện ngắn hay nhất trên quê hương chúng ta do nhà xuất bản Sóng in năm 1973, có tiếng là sâu sắc dựa và duy thức học Phật giáo.